# Mistrzowie French Open w grze podwójnej

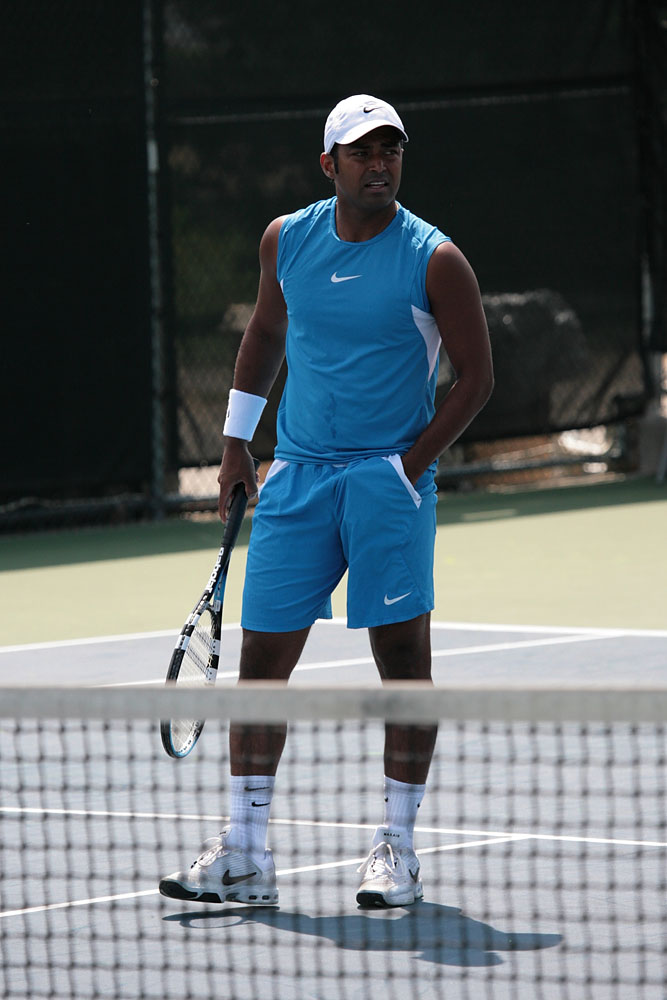
Trzykrotny zwycięzca turnieju deblowego w latach 1999, 2001, 2009, Leander Paes

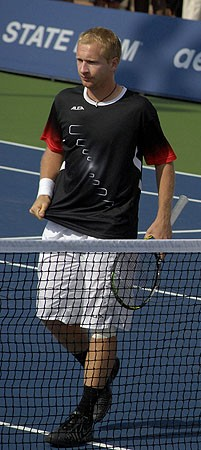
Partner deblowy Paesa, z którym wywalczył tytuł w 2009 roku, Lukáš Dlouhý

Poczet triumfatorów wielkoszlemowego turnieju imienia Rolanda Garrosa w grze podwójnej.
Do 1923 roku Tenisowe Mistrzostwa Francji były otwarte tylko dla reprezentantów Francji. Mistrzostwa Świata na Kortach Twardych (WHCC) rozgrywane corocznie na ceglanej mączce w Paryżu i raz w Brukseli (1922) rozpoczęły się w 1912 roku i były otwarte dla reprezentantów wszystkich krajów. W 1924 roku WHCC zostały zastąpione igrzyskami olimpijskimi. Począwszy od 1925 roku Tenisowe Mistrzostwa Francji były otwarte dla przedstawicieli innych państw.

## Mecze finałowe (1891–2024)
| Rok  | Zwycięzcy                               | Finaliści                            | Wynik                              |
| 2024 | Marcelo Arévalo Mate Pavić              | Simone Bolelli Andrea Vavassori      | 7:5, 6:3                           |
| 2023 | Ivan Dodig Austin Krajicek              | Sander Gillé Joran Vliegen           | 6:3, 6:1                           |
| 2022 | Marcelo Arévalo Jean-Julien Rojer       | Ivan Dodig Austin Krajicek           | 6:7(4), 7:6(5), 6:3                |
| 2021 | Pierre-Hugues Herbert Nicolas Mahut     | Aleksandr Bublik Andriej Gołubiew    | 4:6, 7:6(1), 6:4                   |
| 2020 | Kevin Krawietz Andreas Mies             | Mate Pavić Bruno Soares              | 6:3, 7:5                           |
| 2019 | Kevin Krawietz Andreas Mies             | Jérémy Chardy Fabrice Martin         | 6:2, 7:6(3)                        |
| 2018 | Pierre-Hugues Herbert Nicolas Mahut     | Oliver Marach Mate Pavić             | 6:2, 7:6(4)                        |
| 2017 | Ryan Harrison Michael Venus             | Santiago González Donald Young       | 7:6(5), 6:7(4), 6:3                |
| 2016 | Feliciano López Marc López              | Bob Bryan Mike Bryan                 | 6:4, 6:7(6), 6:3                   |
| 2015 | Ivan Dodig Marcelo Melo                 | Bob Bryan Mike Bryan                 | 6:7(5), 7:6(5), 7:5                |
| 2014 | Julien Benneteau Édouard Roger-Vasselin | Marcel Granollers Marc López         | 6:3, 7:6(1)                        |
| 2013 | Bob Bryan Mike Bryan                    | Michaël Llodra Nicolas Mahut         | 6:4, 4:6, 7:6(4)                   |
| 2012 | Maks Mirny Daniel Nestor                | Bob Bryan Mike Bryan                 | 6:4, 6:4                           |
| 2011 | Maks Mirny Daniel Nestor                | Juan Sebastián Cabal Eduardo Schwank | 7:6(3), 3:6, 6:4                   |
| 2010 | Daniel Nestor Nenad Zimonjić            | Lukáš Dlouhý Leander Paes            | 7:5, 6:2                           |
| 2009 | Lukáš Dlouhý Leander Paes               | Wesley Moodie Dick Norman            | 3:6, 6:3, 6:2                      |
| 2008 | Pablo Cuevas Luis Horna                 | Daniel Nestor Nenad Zimonjić         | 6:2, 6:3                           |
| 2007 | Mark Knowles Daniel Nestor              | Lukáš Dlouhý Pavel Vízner            | 2:6, 6:3, 6:4                      |
| 2006 | Jonas Björkman Maks Mirny               | Bob Bryan Mike Bryan                 | 6:7(5), 6:4, 7:5                   |
| 2005 | Jonas Björkman Maks Mirny               | Bob Bryan Mike Bryan                 | 2:6, 6:1, 6:4                      |
| 2004 | Xavier Malisse Olivier Rochus           | Michaël Llodra Fabrice Santoro       | 7:5, 7:5                           |
| 2003 | Bob Bryan Mike Bryan                    | Paul Haarhuis Jewgienij Kafielnikow  | 7:6(3), 6:3                        |
| 2002 | Paul Haarhuis Jewgienij Kafielnikow     | Mark Knowles Daniel Nestor           | 7:5, 6:4                           |
| 2001 | Mahesh Bhupathi Leander Paes            | Petr Pála Pavel Vízner               | 7:6(5), 6:3                        |
| 2000 | Mark Woodforde Todd Woodbridge          | Paul Haarhuis Sandon Stolle          | 7:6(7), 6:4                        |
| 1999 | Mahesh Bhupathi Leander Paes            | Goran Ivanišević Jeff Tarango        | 6:2, 7:5                           |
| 1998 | Jacco Eltingh Paul Haarhuis             | Mark Knowles Daniel Nestor           | 6:3, 3:6, 6:3                      |
| 1997 | Jewgienij Kafielnikow Daniel Vacek      | Mark Woodforde Todd Woodbridge       | 7:6(12), 4:6, 6:3                  |
| 1996 | Jewgienij Kafielnikow Daniel Vacek      | Guy Forget Jakob Hlasek              | 6:2, 6:3                           |
| 1995 | Jacco Eltingh Paul Haarhuis             | Nicklas Kulti Magnus Larsson         | 6:7(3), 6:4, 6:1                   |
| 1994 | Byron Black Jonathan Stark              | Jan Apell Jonas Björkman             | 6:4, 7:6(5)                        |
| 1993 | Luke Jensen Murphy Jensen               | Marc-Kevin Goellner David Prinosil   | 6:4, 6:7(4), 6:4                   |
| 1992 | Jakob Hlasek Marc Rosset                | David Adams Andriej Olchowski        | 7:6(4), 6:7(3), 7:5                |
| 1991 | John Fitzgerald Anders Järryd           | Rick Leach Jim Pugh                  | 6:0, 7:6(2)                        |
| 1990 | Sergio Casal Emilio Sánchez             | Goran Ivanišević Petr Korda          | 7:5, 6:3                           |
| 1989 | Jim Grabb Patrick McEnroe               | Mansur Bahrami Éric Winogradsky      | 6:4, 2:6, 6:4, 7:6(5)              |
| 1988 | Andrés Gómez Emilio Sánchez             | John Fitzgerald Anders Järryd        | 6:3, 6:7(8), 6:4, 6:3              |
| 1987 | Anders Järryd Robert Seguso             | Guy Forget Yannick Noah              | 6:7, 6:7, 6:3, 6:4, 6:2            |
| 1986 | John Fitzgerald Tomáš Šmíd              | Stefan Edberg Anders Järryd          | 6:3, 4:6, 6:3, 6:7(4), 14:12       |
| 1985 | Mark Edmondson Kim Warwick              | Schlomo Glickstein Hans Simonsson    | 6:3, 6:4, 6:7, 6:3                 |
| 1984 | Henri Leconte Yannick Noah              | Pavel Složil Tomáš Šmíd              | 6:4, 2:6, 3:6, 6:3, 6:2            |
| 1983 | Anders Järryd Hans Simonsson            | Mark Edmondson Sherwood Stewart      | 7:6(4), 6:4, 6:2                   |
| 1982 | Sherwood Stewart Ferdi Taygan           | Hans Gildemeister Belus Prajoux      | 7:5, 6:3, 1:1 krecz                |
| 1981 | Heinz Günthardt Balázs Taróczy          | Terry Moor Eliot Teltscher           | 6:2, 7:6, 6:3                      |
| 1980 | Victor Amaya Hank Pfister               | Brian Gottfried Raúl Ramírez         | 1:6, 6:4, 6:4, 6:3                 |
| 1979 | Gene Mayer Sandy Mayer                  | Ross Case Phil Dent                  | 6:4, 6:4, 6:4                      |
| 1978 | Gene Mayer Hank Pfister                 | José Higueras Manuel Orantes         | 6:3, 6:2, 6:2                      |
| 1977 | Brian Gottfried Raúl Ramírez            | Wojciech Fibak Jan Kodeš             | 7:6, 4:6, 6:3, 6:4                 |
| 1976 | Fred McNair Sherwood Stewart            | Brian Gottfried Raúl Ramírez         | 7:6(6), 6:3, 6:1                   |
| 1975 | Brian Gottfried Raúl Ramírez            | John Alexander Phil Dent             | 6:2, 2:6, 6:2, 6:4                 |
| 1974 | Dick Crealy Onny Parun                  | Stan Smith Bob Lutz                  | 6:3, 6:2, 3:6, 5:7, 6:1            |
| 1973 | John Newcombe Tom Okker                 | Jimmy Connors Ilie Năstase           | 6:1, 3:6, 6:3, 5:7, 6:4            |
| 1972 | Bob Hewitt Frew McMillan                | Patricio Cornejo Jaime Fillol        | 6:3, 8:6, 3:6, 6:1                 |
| 1971 | Arthur Ashe Marty Riessen               | Tom Gorman Stan Smith                | 6:8, 4:6, 6:3, 6:4, 11:9           |
| 1970 | Ilie Năstase Ion Țiriac                 | Arthur Ashe Charlie Pasarell         | 6:2, 6:4, 6:3                      |
| 1969 | John Newcombe Tony Roche                | Roy Emerson Rod Laver                | 4:6, 6:1, 3:6, 6:4, 6:4            |
| 1968 | Ken Rosewall Fred Stolle                | Roy Emerson Rod Laver                | 6:3, 6:4, 6:3                      |
| 1967 | John Newcombe Tony Roche                | Roy Emerson Ken Fletcher             | 6:3, 9:7, 12:10                    |
| 1966 | Clark Graebner Dennis Ralston           | Ilie Năstase Ion Țiriac              | 6:3, 6:3, 6:0                      |
| 1965 | Roy Emerson Fred Stolle                 | Ken Fletcher Bob Hewitt              | 6:8, 6:3, 8:6, 6:2                 |
| 1964 | Roy Emerson Ken Fletcher                | John Newcombe Tony Roche             | 7:5, 6:3, 3:6, 7:5                 |
| 1963 | Roy Emerson Manuel Santana              | Gordon Forbes Abe Segal              | 6:2, 6:4, 6:4                      |
| 1962 | Roy Emerson Neale Fraser                | Wilhelm Bungert Christian Kuhnke     | 6:3, 6:4, 7:5                      |
| 1961 | Roy Emerson Rod Laver                   | Robert Howe Bob Mark                 | 3:6, 6:1, 6:1, 6:4                 |
| 1960 | Roy Emerson Neale Fraser                | José Luis Arilla Andrés Gimeno       | 6:2, 8:10, 7:5, 6:4                |
| 1959 | Nicola Pietrangeli Orlando Sirola       | Roy Emerson Neale Fraser             | 6:3, 6:2, 14:12                    |
| 1958 | Ashley Cooper Neale Fraser              | Robert Howe Abe Segal                | 3:6, 8:6, 6:3, 7:5                 |
| 1957 | Malcolm Anderson Ashley Cooper          | Don Candy Mervyn Rose                | 6:3, 6:0, 6:3                      |
| 1956 | Don Candy Robert Perry                  | Ashley Cooper Lew Hoad               | 7:5, 6:3, 6:3                      |
| 1955 | Vic Seixas Tony Trabert                 | Nicola Pietrangeli Orlando Sirola    | 6:1, 4:6, 6:2, 6:4                 |
| 1954 | Vic Seixas Tony Trabert                 | Lew Hoad Ken Rosewall                | 6:4, 6:2, 6:1                      |
| 1953 | Lew Hoad Ken Rosewall                   | Mervyn Rose Clive Wilderspin         | 6:2, 6:1, 6:1                      |
| 1952 | Ken McGregor Frank Sedgman              | Gardnar Mulloy Dick Savitt           | 6:3, 6:4, 6:4                      |
| 1951 | Ken McGregor Frank Sedgman              | Gardnar Mulloy Dick Savitt           | 6:2, 2:6, 9:7, 7:5                 |
| 1950 | Bill Talbert Tony Trabert               | Jaroslav Drobný Eric Sturgess        | 6:2, 1:6, 10:8, 6:2                |
| 1949 | Pancho González Frank Parker            | Eustace Fannin Eric Sturgess         | 6:3, 8:6, 5:7, 6:3                 |
| 1948 | Lennart Bergelin Jaroslav Drobný        | Harry Hopman Frank Sedgman           | 8:6, 6:1, 12:10                    |
| 1947 | Eustace Fannin Eric Sturgess            | Tom Brown Bill Sidwell               | 6:4, 4:6, 6:4, 6:3                 |
| 1946 | Marcel Bernard Yvon Petra               | Enrique Morea Pancho Segura          | 7:5, 6:3, 0:6, 1:6, 10:8           |
| 1945 | Przerwa wojenna: II wojna światowa      | Przerwa wojenna: II wojna światowa   | Przerwa wojenna: II wojna światowa |
| 1944 | Przerwa wojenna: II wojna światowa      | Przerwa wojenna: II wojna światowa   | Przerwa wojenna: II wojna światowa |
| 1943 | Przerwa wojenna: II wojna światowa      | Przerwa wojenna: II wojna światowa   | Przerwa wojenna: II wojna światowa |
| 1942 | Przerwa wojenna: II wojna światowa      | Przerwa wojenna: II wojna światowa   | Przerwa wojenna: II wojna światowa |
| 1941 | Przerwa wojenna: II wojna światowa      | Przerwa wojenna: II wojna światowa   | Przerwa wojenna: II wojna światowa |
| 1940 | Przerwa wojenna: II wojna światowa      | Przerwa wojenna: II wojna światowa   | Przerwa wojenna: II wojna światowa |
| 1939 | Don McNeill Charles Harris              | Jean Borotra Jacques Brugnon         | 4:6, 6:4, 6:0, 2:6, 10:8           |
| 1938 | Bernard Destremau Yvon Petra            | Don Budge Gene Mako                  | 3:6, 6:3, 9:7, 6:1                 |
| 1937 | Gottfried von Cramm Henner Henkel       | Vernon Kirby Norman Farquharson      | 6:4, 7:5, 3:6, 6:1                 |
| 1936 | Jean Borotra Marcel Bernard             | Charles Tuckey Pat Hughes            | 6:2, 3:6, 9:7, 6:1                 |
| 1935 | Jack Crawford Adrian Quist              | Vivian McGrath Don Turnbull          | 6:1, 6:4, 6:2                      |
| 1934 | Jean Borotra Jacques Brugnon            | Jack Crawford Vivian McGrath         | 11:9, 6:3, 2:6, 4:6, 9:7           |
| 1933 | Pat Hughes Fred Perry                   | Adrian Quist Vivian McGrath          | 6:2, 6:4, 2:6, 7:5                 |
| 1932 | Henri Cochet Jacques Brugnon            | Christian Boussus Marcel Bernard     | 6:4, 3:6, 7:5, 6:3                 |
| 1931 | George Lott John Van Ryn                | Vernon Kirby Norman Farquharson      | 6:4, 6:3, 6:4                      |
| 1930 | Henri Cochet Jacques Brugnon            | Harry Hopman Jim Willard             | 6:3, 9:7, 6:3                      |
| 1929 | Jean Borotra René Lacoste               | Henri Cochet Jacques Brugnon         | 6:3, 3:6, 6:3, 3:6, 8:6            |
| 1928 | Jean Borotra Jacques Brugnon            | Henri Cochet Ren de Buzelet          | 6:4, 3:6, 6:2, 3:6, 6:4            |
| 1927 | Henri Cochet Jacques Brugnon            | Jean Borotra René Lacoste            | 2:6, 6:2, 6:0, 1:6, 6:4            |
| 1926 | Vincent Richards Howard Kinsey          | Henri Cochet Jacques Brugnon         | 6:4, 6:1, 4:6, 6:4                 |
| 1925 | Jean Borotra René Lacoste               | Henri Cochet Jacques Brugnon         | 7:5, 4:6, 6:3, 2:6, 6:3            |
| 1924 | Jean Borotra René Lacoste               |                                      |                                    |
| 1923 | François Blanchy Jean Samazeuilh        |                                      |                                    |
| 1922 | Jacques Brugnon Marcel Dupont           |                                      |                                    |
| 1921 | André Gobert William Laurentz           |                                      |                                    |
| 1920 | Max Décugis Maurice Germot              |                                      |                                    |
| 1919 | przerwa wojenna: I wojna światowa       | przerwa wojenna: I wojna światowa    | przerwa wojenna: I wojna światowa  |
| 1918 | przerwa wojenna: I wojna światowa       | przerwa wojenna: I wojna światowa    | przerwa wojenna: I wojna światowa  |
| 1917 | przerwa wojenna: I wojna światowa       | przerwa wojenna: I wojna światowa    | przerwa wojenna: I wojna światowa  |
| 1916 | przerwa wojenna: I wojna światowa       | przerwa wojenna: I wojna światowa    | przerwa wojenna: I wojna światowa  |
| 1915 | przerwa wojenna: I wojna światowa       | przerwa wojenna: I wojna światowa    | przerwa wojenna: I wojna światowa  |
| 1914 | Max Décugis Maurice Germot              |                                      |                                    |
| 1913 | Max Décugis Maurice Germot              |                                      |                                    |
| 1912 | Max Décugis Maurice Germot              |                                      |                                    |
| 1911 | Max Décugis Maurice Germot              |                                      |                                    |
| 1910 | Marcel Dupont Maurice Germot            |                                      |                                    |
| 1909 | Max Décugis Maurice Germot              |                                      |                                    |
| 1908 | Max Décugis Maurice Germot              |                                      |                                    |
| 1907 | Max Décugis Maurice Germot              |                                      |                                    |
| 1906 | Max Décugis Maurice Germot              |                                      |                                    |
| 1905 | Max Décugis J. Worth                    |                                      |                                    |
| 1904 | Max Décugis Maurice Germot              |                                      |                                    |
| 1903 | Max Décugis J. Worth                    |                                      |                                    |
| 1902 | Max Décugis J. Worth                    |                                      |                                    |
| 1901 | André Vacherot Marcel Vacherot          |                                      |                                    |
| 1900 | Paul Aymé Paul Lebreton                 |                                      |                                    |
| 1899 | Paul Aymé Paul Lebreton                 |                                      |                                    |
| 1898 | Marcel Vacherot Xenophon Casdagli       |                                      |                                    |
| 1897 | Paul Aymé Paul Lebreton                 |                                      |                                    |
| 1896 | Francky Wardan Wynes                    |                                      |                                    |
| 1895 | André Vacherot G. Winzer                |                                      |                                    |
| 1894 | Gérard Brosselin Lesage                 |                                      |                                    |
| 1893 | Jean Schopfer Goldsmith                 |                                      |                                    |
| 1892 | J. Havet D. Albertini                   |                                      |                                    |
| 1891 | B. Desjoyau T. Legrand                  |                                      |                                    |